# Tour de La Provence 2020
Tour de La Provence 2020 – 5. edycja wyścigu kolarskiego Tour de La Provence, która odbyła się w dniach od 13 do 16 lutego 2020 na liczącej ponad 635 kilometrów trasie na terenie regionu Prowansja-Alpy-Lazurowe Wybrzeże. Wyścig był częścią UCI ProSeries 2020.

## Etapy
| Etap | Data   | Start – Meta                             | type        | Dystans (km) | Zwycięzca etapu  | Lider            |
| ---- | ------ | ---------------------------------------- | ----------- | ------------ | ---------------- | ---------------- |
| 1    | 13 lut | Châteaurenard – Saintes-Maries-de-la-Mer | płaski      | 149,5        | Nacer Bouhanni   | Nacer Bouhanni   |
| 2    | 14 lut | Aubagne – La Ciotat                      | górzysty    | 174,9        | Aleksandr Własow | Aleksandr Własow |
| 3    | 15 lut | Istres – Mont Ventoux                    | górski      | 140,2        | Nairo Quintana   | Nairo Quintana   |
| 4    | 16 lut | Awinion – Aix-en-Provence                | pagórkowaty | 170,5        | Owain Doull      | Nairo Quintana   |

## Drużyny
| WorldTeams (14)- CCC Team - Trek-Segafredo - Israel Start-Up Nation - EF Pro Cycling - AG2R La Mondiale - Jumbo-Visma - Groupama-FDJ - Team Sunweb - Deceuninck-Quick Step - Astana - Movistar Team - Cofidis - Ineos - NTT Pro Cycling ProTeams (5)- Arkéa-Samsic - B&B Hotels-Vital Concept p/b KTM - Total Direct Énergie - Nippo Delko One Provence - Circus-Wanty Gobert Continental teams (2)- Saint Michel-Auber 93 - Natura4Ever-Roubaix Lille Métropole |
| |

### Lista startowa
| Astana AST | Astana AST             | Astana AST |
| ---------- | ---------------------- | ---------- |
| Nr         | Kolarz                 | Miejsce    |
| 1          | Gorka Izagirre (ESP)   |            |
| 2          | Aleksiej Łucenko (KAZ) |            |
| 3          | Alex Aranburu (ESP)    |            |
| 4          | Aleksandr Własow (RUS) |            |
| 5          | Fabio Felline (ITA)    |            |
| 6          | Merhawi Kudus (ERI)    |            |
| 7          | Wadim Pronski (KAZ)    |            |

| AG2R La Mondiale ALM | AG2R La Mondiale ALM         | AG2R La Mondiale ALM |
| -------------------- | ---------------------------- | -------------------- |
| Nr                   | Kolarz                       | Miejsce              |
| 11                   | Mikaël Cherel (FRA)          |                      |
| 12                   | Julien Duval (FRA)           |                      |
| 13                   | Alexandre Geniez (FRA)       | DNF-2                |
| 14                   | Jaakko Hänninen (FIN)        |                      |
| 15                   | Aurélien Paret-Peintre (FRA) |                      |
| 16                   | Nans Peters (FRA)            |                      |
| 17                   | François Bidard (FRA)        |                      |

| CCC Team CCC | CCC Team CCC                | CCC Team CCC |
| ------------ | --------------------------- | ------------ |
| Nr           | Kolarz                      | Miejsce      |
| 21           | William Barta (USA)         |              |
| 22           | Jan Hirt (CZE)              |              |
| 23           | Jonas Koch (GER)            |              |
| 24           | Jakub Mareczko (ITA)        |              |
| 25           | Fausto Masnada (ITA)        |              |
| 26           | Michał Paluta (POL) (szosa) |              |
| 27           | Attila Valter (HUN)         |              |

| Cofidis COF | Cofidis COF               | Cofidis COF |
| ----------- | ------------------------- | ----------- |
| Nr          | Kolarz                    | Miejsce     |
| 31          | Jesús Herrada (ESP)       |             |
| 32          | Fernando Barceló (ESP)    |             |
| 33          | Victor Lafay (FRA)        |             |
| 34          | Jesper Hansen (DEN)       |             |
| 35          | Pierre-Luc Périchon (FRA) |             |
| 36          | Damien Touzé (FRA)        |             |
| 37          | Julien Vermote (BEL)      |             |

| Deceuninck-Quick Step DQT | Deceuninck-Quick Step DQT | Deceuninck-Quick Step DQT |
| ------------------------- | ------------------------- | ------------------------- |
| Nr                        | Kolarz                    | Miejsce                   |
| 41                        | Kasper Asgreen (DEN)      |                           |
| 42                        | Andrea Bagioli (ITA)      |                           |
| 43                        | Rémi Cavagna (FRA)        |                           |
| 44                        | Dries Devenyns (BEL)      |                           |
| 45                        | Ian Garrison (USA)        |                           |
| 46                        | Iljo Keisse (BEL)         |                           |
| 47                        | Pieter Serry (BEL)        |                           |

| EF Pro Cycling EF1 | EF Pro Cycling EF1        | EF Pro Cycling EF1 |
| ------------------ | ------------------------- | ------------------ |
| Nr                 | Kolarz                    | Miejsce            |
| 51                 | Tanel Kangert (EST)       |                    |
| 52                 | Hugh Carthy (GBR)         |                    |
| 53                 | Magnus Cort Nielsen (DEN) |                    |
| 54                 | Ruben Guerreiro (POR)     |                    |
| 55                 | Luis Villalobos (MEX)     |                    |
| 56                 | Sean Bennett (USA)        |                    |
| 57                 | Sep Vanmarcke (BEL)       |                    |

| Groupama-FDJ GFC | Groupama-FDJ GFC          | Groupama-FDJ GFC |
| ---------------- | ------------------------- | ---------------- |
| Nr               | Kolarz                    | Miejsce          |
| 61               | Thibaut Pinot (FRA)       |                  |
| 62               | David Gaudu (FRA)         |                  |
| 63               | Antoine Duchesne (CAN)    |                  |
| 64               | Matthieu Ladagnous (FRA)  |                  |
| 65               | Rudy Molard (FRA)         |                  |
| 66               | Anthony Roux (FRA)        |                  |
| 67               | Ignatas Konovalovas (LTU) |                  |

| Team Ineos INS | Team Ineos INS            | Team Ineos INS |
| -------------- | ------------------------- | -------------- |
| Nr             | Kolarz                    | Miejsce        |
| 71             | Owain Doull (GBR)         |                |
| 72             | Edward Dunbar (IRL)       |                |
| 73             | Michał Gołaś (POL)        |                |
| 74             | Christopher Lawless (GBR) |                |
| 75             | Gianni Moscon (ITA)       |                |
| 76             | Pawieł Siwakow (RUS)      |                |
| 77             | Ian Stannard (GBR)        |                |

| Israel Start-Up Nation ISN | Israel Start-Up Nation ISN | Israel Start-Up Nation ISN |
| -------------------------- | -------------------------- | -------------------------- |
| Nr                         | Kolarz                     | Miejsce                    |
| 81                         | Matthias Brändle (AUT)     |                            |
| 82                         | Hugo Hofstetter (FRA)      |                            |
| 83                         | Krists Neilands (LAT)      |                            |
| 84                         | Gaj Niw (ISR)              |                            |
| 85                         | Alexis Renard (FRA)        |                            |
| 86                         | Gaj Sagiw (ISR)            |                            |
| 87                         | Norman Vahtra (EST)        |                            |

| Jumbo-Visma TJV | Jumbo-Visma TJV        | Jumbo-Visma TJV |
| --------------- | ---------------------- | --------------- |
| Nr              | Kolarz                 | Miejsce         |
| 91              | Robert Gesink (NED)    |                 |
| 92              | Pascal Eenkhoorn (NED) |                 |
| 93              | Maarten Wynants (BEL)  |                 |
| 94              | Sepp Kuss (USA)        |                 |
| 95              | Chris Harper (AUS)     |                 |
| 96              | Gijs Leemreize (NED)   |                 |

| Movistar Team MOV | Movistar Team MOV      | Movistar Team MOV |
| ----------------- | ---------------------- | ----------------- |
| Nr                | Kolarz                 | Miejsce           |
| 101               | Gabriel Cullaigh (GBR) |                   |
| 102               | Juri Hollmann (GER)    |                   |
| 103               | Johan Jacobs (SUI)     |                   |
| 104               | Lluís Mas (ESP)        |                   |
| 105               | Sebastián Mora (ESP)   |                   |
| 106               | Eduard Prades (ESP)    |                   |
| 107               | Davide Villella (ITA)  |                   |

| NTT Pro Cycling NTT | NTT Pro Cycling NTT           | NTT Pro Cycling NTT |
| ------------------- | ----------------------------- | ------------------- |
| Nr                  | Kolarz                        | Miejsce             |
| 111                 | Rasmus Tiller (NOR)           |                     |
| 112                 | Amanuel Ghebreigzabhier (ERI) |                     |
| 113                 | Danilo Wyss (SUI)             |                     |
| 114                 | Roman Kreuziger (CZE)         |                     |
| 115                 | Giacomo Nizzolo (ITA)         |                     |
| 116                 | Domenico Pozzovivo (ITA)      |                     |
| 117                 | Matteo Sobrero (ITA)          |                     |

| Team Sunweb SUN | Team Sunweb SUN       | Team Sunweb SUN |
| --------------- | --------------------- | --------------- |
| Nr              | Kolarz                | Miejsce         |
| 121             | Marc Hirschi (SUI)    |                 |
| 122             | Nico Denz (GER)       |                 |
| 123             | Chad Haga (USA)       |                 |
| 124             | Wilco Kelderman (NED) |                 |
| 125             | Sam Oomen (NED)       |                 |
| 126             | Martin Salmon (GER)   |                 |
| 127             | Martijn Tusveld (NED) | DNF-2           |

| Trek-Segafredo TFS | Trek-Segafredo TFS      | Trek-Segafredo TFS |
| ------------------ | ----------------------- | ------------------ |
| Nr                 | Kolarz                  | Miejsce            |
| 131                | Julien Bernard (FRA)    |                    |
| 132                | Nicola Conci (ITA)      |                    |
| 133                | Niklas Eg (DEN)         |                    |
| 134                | Quinn Simmons (USA)     |                    |
| 135                | Jacopo Mosca (ITA)      |                    |
| 136                | Charlie Quaterman (GBR) |                    |
| 137                | Alexander Kamp (DEN)    |                    |

| Arkéa-Samsic ARK | Arkéa-Samsic ARK     | Arkéa-Samsic ARK |
| ---------------- | -------------------- | ---------------- |
| Nr               | Kolarz               | Miejsce          |
| 141              | Winner Anacona (COL) |                  |
| 142              | Warren Barguil (FRA) |                  |
| 143              | Nairo Quintana (COL) |                  |
| 144              | Maxime Bouet (FRA)   |                  |
| 145              | Nacer Bouhanni (FRA) |                  |
| 146              | Connor Swift (GBR)   |                  |
| 147              | Bram Welten (NED)    |                  |

| B&B Hotels-Vital Concept p/b KTM BVC | B&B Hotels-Vital Concept p/b KTM BVC | B&B Hotels-Vital Concept p/b KTM BVC |
| ------------------------------------ | ------------------------------------ | ------------------------------------ |
| Nr                                   | Kolarz                               | Miejsce                              |
| 151                                  | Cyril Barthe (FRA)                   |                                      |
| 152                                  | Arnaud Courteille (FRA)              |                                      |
| 153                                  | Frederik Backaert (BEL)              |                                      |
| 154                                  | Bert De Backer (BEL)                 |                                      |
| 155                                  | Luca Mozzato (ITA)                   |                                      |
| 156                                  | Tom-Jelte Slagter (NED)              |                                      |

| Total Direct Énergie TDE | Total Direct Énergie TDE | Total Direct Énergie TDE |
| ------------------------ | ------------------------ | ------------------------ |
| Nr                       | Kolarz                   | Miejsce                  |
| 161                      | Rein Taaramäe (EST)      |                          |
| 162                      | Jonathan Hivert (FRA)    |                          |
| 163                      | Jérémy Cabot (FRA)       |                          |
| 164                      | Marlon Gaillard (FRA)    |                          |
| 165                      | Florian Maitre (FRA)     |                          |
| 166                      | Lorrenzo Manzin (FRA)    |                          |
| 167                      | Leonardo Bonifazio (ITA) |                          |

| Circus-Wanty Gobert CWG | Circus-Wanty Gobert CWG | Circus-Wanty Gobert CWG |
| ----------------------- | ----------------------- | ----------------------- |
| Nr                      | Kolarz                  | Miejsce                 |
| 171                     | Yoann Offredo (FRA)     |                         |
| 172                     | Fabien Doubey (FRA)     |                         |
| 173                     | Jeremy Bellicaud (FRA)  |                         |
| 174                     | Ludwig De Winter (BEL)  |                         |
| 175                     | Thomas Degand (BEL)     |                         |
| 176                     | Timothy Dupont (BEL)    |                         |
| 177                     | Kévin Van Melsen (BEL)  |                         |

| Nippo-Delko One Provence NDP | Nippo-Delko One Provence NDP | Nippo-Delko One Provence NDP |
| ---------------------------- | ---------------------------- | ---------------------------- |
| Nr                           | Kolarz                       | Miejsce                      |
| 181                          | Pierre Barbier (FRA)         |                              |
| 182                          | Romain Combaud (FRA)         |                              |
| 183                          | Julien El Fares (FRA)        |                              |
| 184                          | José Gonçalves (POR)         |                              |
| 185                          | Mulu Hailemichael (ETH)      |                              |
| 186                          | Rémy Rochas (FRA)            |                              |
| 187                          | Evaldas Šiškevicius (LTU)    |                              |

| Natura4Ever-Roubaix Lille Métropole NRL | Natura4Ever-Roubaix Lille Métropole NRL | Natura4Ever-Roubaix Lille Métropole NRL |
| --------------------------------------- | --------------------------------------- | --------------------------------------- |
| Nr                                      | Kolarz                                  | Miejsce                                 |
| 191                                     | Julien Antomarchi (FRA)                 |                                         |
| 192                                     | Ivan Centrone (LUX)                     |                                         |
| 193                                     | Mathias De Witte (BEL)                  |                                         |
| 194                                     | Thibault Ferasse (FRA)                  |                                         |
| 195                                     | Pierre Idjouadiène (FRA)                |                                         |
| 196                                     | Jérémy Leveau (FRA)                     |                                         |
| 197                                     | Christophe Masson (FRA)                 |                                         |

| Saint Michel-Auber 93 AUB | Saint Michel-Auber 93 AUB | Saint Michel-Auber 93 AUB |
| ------------------------- | ------------------------- | ------------------------- |
| Nr                        | Kolarz                    | Miejsce                   |
| 201                       | Bryan Alaphilippe (FRA)   |                           |
| 202                       | Baptiste Constantin (FRA) |                           |
| 203                       | Tony Hurel (FRA)          |                           |
| 204                       | Louis Louvet (FRA)        |                           |
| 205                       | Anthony Maldonado (FRA)   |                           |
| 206                       | Flavien Maurelet (FRA)    |                           |
| 207                       | Morne van Niekerk (RSA)   |                           |

| Astana AST | Astana AST             | Astana AST |
| ---------- | ---------------------- | ---------- |
| Nr         | Kolarz                 | Miejsce    |
| 1          | Gorka Izagirre (ESP)   |            |
| 2          | Aleksiej Łucenko (KAZ) |            |
| 3          | Alex Aranburu (ESP)    |            |
| 4          | Aleksandr Własow (RUS) |            |
| 5          | Fabio Felline (ITA)    |            |
| 6          | Merhawi Kudus (ERI)    |            |
| 7          | Wadim Pronski (KAZ)    |            |

| AG2R La Mondiale ALM | AG2R La Mondiale ALM         | AG2R La Mondiale ALM |
| -------------------- | ---------------------------- | -------------------- |
| Nr                   | Kolarz                       | Miejsce              |
| 11                   | Mikaël Cherel (FRA)          |                      |
| 12                   | Julien Duval (FRA)           |                      |
| 13                   | Alexandre Geniez (FRA)       | DNF-2                |
| 14                   | Jaakko Hänninen (FIN)        |                      |
| 15                   | Aurélien Paret-Peintre (FRA) |                      |
| 16                   | Nans Peters (FRA)            |                      |
| 17                   | François Bidard (FRA)        |                      |

| CCC Team CCC | CCC Team CCC                | CCC Team CCC |
| ------------ | --------------------------- | ------------ |
| Nr           | Kolarz                      | Miejsce      |
| 21           | William Barta (USA)         |              |
| 22           | Jan Hirt (CZE)              |              |
| 23           | Jonas Koch (GER)            |              |
| 24           | Jakub Mareczko (ITA)        |              |
| 25           | Fausto Masnada (ITA)        |              |
| 26           | Michał Paluta (POL) (szosa) |              |
| 27           | Attila Valter (HUN)         |              |

| Cofidis COF | Cofidis COF               | Cofidis COF |
| ----------- | ------------------------- | ----------- |
| Nr          | Kolarz                    | Miejsce     |
| 31          | Jesús Herrada (ESP)       |             |
| 32          | Fernando Barceló (ESP)    |             |
| 33          | Victor Lafay (FRA)        |             |
| 34          | Jesper Hansen (DEN)       |             |
| 35          | Pierre-Luc Périchon (FRA) |             |
| 36          | Damien Touzé (FRA)        |             |
| 37          | Julien Vermote (BEL)      |             |

| Deceuninck-Quick Step DQT | Deceuninck-Quick Step DQT | Deceuninck-Quick Step DQT |
| ------------------------- | ------------------------- | ------------------------- |
| Nr                        | Kolarz                    | Miejsce                   |
| 41                        | Kasper Asgreen (DEN)      |                           |
| 42                        | Andrea Bagioli (ITA)      |                           |
| 43                        | Rémi Cavagna (FRA)        |                           |
| 44                        | Dries Devenyns (BEL)      |                           |
| 45                        | Ian Garrison (USA)        |                           |
| 46                        | Iljo Keisse (BEL)         |                           |
| 47                        | Pieter Serry (BEL)        |                           |

| EF Pro Cycling EF1 | EF Pro Cycling EF1        | EF Pro Cycling EF1 |
| ------------------ | ------------------------- | ------------------ |
| Nr                 | Kolarz                    | Miejsce            |
| 51                 | Tanel Kangert (EST)       |                    |
| 52                 | Hugh Carthy (GBR)         |                    |
| 53                 | Magnus Cort Nielsen (DEN) |                    |
| 54                 | Ruben Guerreiro (POR)     |                    |
| 55                 | Luis Villalobos (MEX)     |                    |
| 56                 | Sean Bennett (USA)        |                    |
| 57                 | Sep Vanmarcke (BEL)       |                    |

| Groupama-FDJ GFC | Groupama-FDJ GFC          | Groupama-FDJ GFC |
| ---------------- | ------------------------- | ---------------- |
| Nr               | Kolarz                    | Miejsce          |
| 61               | Thibaut Pinot (FRA)       |                  |
| 62               | David Gaudu (FRA)         |                  |
| 63               | Antoine Duchesne (CAN)    |                  |
| 64               | Matthieu Ladagnous (FRA)  |                  |
| 65               | Rudy Molard (FRA)         |                  |
| 66               | Anthony Roux (FRA)        |                  |
| 67               | Ignatas Konovalovas (LTU) |                  |

| Team Ineos INS | Team Ineos INS            | Team Ineos INS |
| -------------- | ------------------------- | -------------- |
| Nr             | Kolarz                    | Miejsce        |
| 71             | Owain Doull (GBR)         |                |
| 72             | Edward Dunbar (IRL)       |                |
| 73             | Michał Gołaś (POL)        |                |
| 74             | Christopher Lawless (GBR) |                |
| 75             | Gianni Moscon (ITA)       |                |
| 76             | Pawieł Siwakow (RUS)      |                |
| 77             | Ian Stannard (GBR)        |                |

| Israel Start-Up Nation ISN | Israel Start-Up Nation ISN | Israel Start-Up Nation ISN |
| -------------------------- | -------------------------- | -------------------------- |
| Nr                         | Kolarz                     | Miejsce                    |
| 81                         | Matthias Brändle (AUT)     |                            |
| 82                         | Hugo Hofstetter (FRA)      |                            |
| 83                         | Krists Neilands (LAT)      |                            |
| 84                         | Gaj Niw (ISR)              |                            |
| 85                         | Alexis Renard (FRA)        |                            |
| 86                         | Gaj Sagiw (ISR)            |                            |
| 87                         | Norman Vahtra (EST)        |                            |

| Jumbo-Visma TJV | Jumbo-Visma TJV        | Jumbo-Visma TJV |
| --------------- | ---------------------- | --------------- |
| Nr              | Kolarz                 | Miejsce         |
| 91              | Robert Gesink (NED)    |                 |
| 92              | Pascal Eenkhoorn (NED) |                 |
| 93              | Maarten Wynants (BEL)  |                 |
| 94              | Sepp Kuss (USA)        |                 |
| 95              | Chris Harper (AUS)     |                 |
| 96              | Gijs Leemreize (NED)   |                 |

| Movistar Team MOV | Movistar Team MOV      | Movistar Team MOV |
| ----------------- | ---------------------- | ----------------- |
| Nr                | Kolarz                 | Miejsce           |
| 101               | Gabriel Cullaigh (GBR) |                   |
| 102               | Juri Hollmann (GER)    |                   |
| 103               | Johan Jacobs (SUI)     |                   |
| 104               | Lluís Mas (ESP)        |                   |
| 105               | Sebastián Mora (ESP)   |                   |
| 106               | Eduard Prades (ESP)    |                   |
| 107               | Davide Villella (ITA)  |                   |

| NTT Pro Cycling NTT | NTT Pro Cycling NTT           | NTT Pro Cycling NTT |
| ------------------- | ----------------------------- | ------------------- |
| Nr                  | Kolarz                        | Miejsce             |
| 111                 | Rasmus Tiller (NOR)           |                     |
| 112                 | Amanuel Ghebreigzabhier (ERI) |                     |
| 113                 | Danilo Wyss (SUI)             |                     |
| 114                 | Roman Kreuziger (CZE)         |                     |
| 115                 | Giacomo Nizzolo (ITA)         |                     |
| 116                 | Domenico Pozzovivo (ITA)      |                     |
| 117                 | Matteo Sobrero (ITA)          |                     |

| Team Sunweb SUN | Team Sunweb SUN       | Team Sunweb SUN |
| --------------- | --------------------- | --------------- |
| Nr              | Kolarz                | Miejsce         |
| 121             | Marc Hirschi (SUI)    |                 |
| 122             | Nico Denz (GER)       |                 |
| 123             | Chad Haga (USA)       |                 |
| 124             | Wilco Kelderman (NED) |                 |
| 125             | Sam Oomen (NED)       |                 |
| 126             | Martin Salmon (GER)   |                 |
| 127             | Martijn Tusveld (NED) | DNF-2           |

| Trek-Segafredo TFS | Trek-Segafredo TFS      | Trek-Segafredo TFS |
| ------------------ | ----------------------- | ------------------ |
| Nr                 | Kolarz                  | Miejsce            |
| 131                | Julien Bernard (FRA)    |                    |
| 132                | Nicola Conci (ITA)      |                    |
| 133                | Niklas Eg (DEN)         |                    |
| 134                | Quinn Simmons (USA)     |                    |
| 135                | Jacopo Mosca (ITA)      |                    |
| 136                | Charlie Quaterman (GBR) |                    |
| 137                | Alexander Kamp (DEN)    |                    |

| Arkéa-Samsic ARK | Arkéa-Samsic ARK     | Arkéa-Samsic ARK |
| ---------------- | -------------------- | ---------------- |
| Nr               | Kolarz               | Miejsce          |
| 141              | Winner Anacona (COL) |                  |
| 142              | Warren Barguil (FRA) |                  |
| 143              | Nairo Quintana (COL) |                  |
| 144              | Maxime Bouet (FRA)   |                  |
| 145              | Nacer Bouhanni (FRA) |                  |
| 146              | Connor Swift (GBR)   |                  |
| 147              | Bram Welten (NED)    |                  |

| B&B Hotels-Vital Concept p/b KTM BVC | B&B Hotels-Vital Concept p/b KTM BVC | B&B Hotels-Vital Concept p/b KTM BVC |
| ------------------------------------ | ------------------------------------ | ------------------------------------ |
| Nr                                   | Kolarz                               | Miejsce                              |
| 151                                  | Cyril Barthe (FRA)                   |                                      |
| 152                                  | Arnaud Courteille (FRA)              |                                      |
| 153                                  | Frederik Backaert (BEL)              |                                      |
| 154                                  | Bert De Backer (BEL)                 |                                      |
| 155                                  | Luca Mozzato (ITA)                   |                                      |
| 156                                  | Tom-Jelte Slagter (NED)              |                                      |

| Total Direct Énergie TDE | Total Direct Énergie TDE | Total Direct Énergie TDE |
| ------------------------ | ------------------------ | ------------------------ |
| Nr                       | Kolarz                   | Miejsce                  |
| 161                      | Rein Taaramäe (EST)      |                          |
| 162                      | Jonathan Hivert (FRA)    |                          |
| 163                      | Jérémy Cabot (FRA)       |                          |
| 164                      | Marlon Gaillard (FRA)    |                          |
| 165                      | Florian Maitre (FRA)     |                          |
| 166                      | Lorrenzo Manzin (FRA)    |                          |
| 167                      | Leonardo Bonifazio (ITA) |                          |

| Circus-Wanty Gobert CWG | Circus-Wanty Gobert CWG | Circus-Wanty Gobert CWG |
| ----------------------- | ----------------------- | ----------------------- |
| Nr                      | Kolarz                  | Miejsce                 |
| 171                     | Yoann Offredo (FRA)     |                         |
| 172                     | Fabien Doubey (FRA)     |                         |
| 173                     | Jeremy Bellicaud (FRA)  |                         |
| 174                     | Ludwig De Winter (BEL)  |                         |
| 175                     | Thomas Degand (BEL)     |                         |
| 176                     | Timothy Dupont (BEL)    |                         |
| 177                     | Kévin Van Melsen (BEL)  |                         |

| Nippo-Delko One Provence NDP | Nippo-Delko One Provence NDP | Nippo-Delko One Provence NDP |
| ---------------------------- | ---------------------------- | ---------------------------- |
| Nr                           | Kolarz                       | Miejsce                      |
| 181                          | Pierre Barbier (FRA)         |                              |
| 182                          | Romain Combaud (FRA)         |                              |
| 183                          | Julien El Fares (FRA)        |                              |
| 184                          | José Gonçalves (POR)         |                              |
| 185                          | Mulu Hailemichael (ETH)      |                              |
| 186                          | Rémy Rochas (FRA)            |                              |
| 187                          | Evaldas Šiškevicius (LTU)    |                              |

| Natura4Ever-Roubaix Lille Métropole NRL | Natura4Ever-Roubaix Lille Métropole NRL | Natura4Ever-Roubaix Lille Métropole NRL |
| --------------------------------------- | --------------------------------------- | --------------------------------------- |
| Nr                                      | Kolarz                                  | Miejsce                                 |
| 191                                     | Julien Antomarchi (FRA)                 |                                         |
| 192                                     | Ivan Centrone (LUX)                     |                                         |
| 193                                     | Mathias De Witte (BEL)                  |                                         |
| 194                                     | Thibault Ferasse (FRA)                  |                                         |
| 195                                     | Pierre Idjouadiène (FRA)                |                                         |
| 196                                     | Jérémy Leveau (FRA)                     |                                         |
| 197                                     | Christophe Masson (FRA)                 |                                         |

| Saint Michel-Auber 93 AUB | Saint Michel-Auber 93 AUB | Saint Michel-Auber 93 AUB |
| ------------------------- | ------------------------- | ------------------------- |
| Nr                        | Kolarz                    | Miejsce                   |
| 201                       | Bryan Alaphilippe (FRA)   |                           |
| 202                       | Baptiste Constantin (FRA) |                           |
| 203                       | Tony Hurel (FRA)          |                           |
| 204                       | Louis Louvet (FRA)        |                           |
| 205                       | Anthony Maldonado (FRA)   |                           |
| 206                       | Flavien Maurelet (FRA)    |                           |
| 207                       | Morne van Niekerk (RSA)   |                           |

Legenda: DNF – nie ukończył etapu, OTL – przekroczył limit czasu, DNS – nie wystartował do etapu, DSQ – zdyskwalifikowany. Numer przy skrócie oznacza etap, na którym kolarz opuścił wyścig.

## Wyniki etapów

### Etap 1
| Châteaurenard - Saintes-Maries-de-la-Mer | płaski | (149,5 km) |

| \| Klasyfikacja etapu \| Klasyfikacja etapu \| Klasyfikacja etapu \| Klasyfikacja etapu \| Klasyfikacja etapu \| \| Kolarz \| Kolarz \| Państwo \| Drużyna \| Czas \| \| ------------------ \| ------------------- \| ------------------ \| ------------------------ \| ------------------ \| \| 1. \| Nacer Bouhanni \| Francja \| Arkéa-Samsic \| 3h 16' 35" \| \| 2. \| Jakub Mareczko \| Włochy \| CCC Team \| + 0" \| \| 3. \| Giacomo Nizzolo \| Włochy \| NTT Pro Cycling \| + 0" \| \| 4. \| Pierre Barbier \| Francja \| Nippo-Delko One Provence \| + 0" \| \| 5. \| Hugo Hofstetter \| Francja \| Israel Start-Up Nation \| + 0" \| \| 6. \| Christopher Lawless \| Wielka Brytania \| Team Ineos \| + 0" \| \| 7. \| Timothy Dupont \| Belgia \| Circus-Wanty Gobert \| + 0" \| \| 8. \| Kasper Asgreen \| Dania \| Deceuninck-Quick Step \| + 0" \| \| 9. \| Marc Hirschi \| Szwajcaria \| Team Sunweb \| + 0" \| \| 10. \| Quinn Simmons \| Stany Zjednoczone \| Trek-Segafredo \| + 0" \| |                     |                   |                          |            |
| |                     |                   |                          |            |
| Źródło: ProCyclingStats |                     |                   |                          |            |
| Klasyfikacja etapu |                     |                   |                          |            |
| Kolarz | Kolarz              | Państwo           | Drużyna                  | Czas       |
| 1. | Nacer Bouhanni      | Francja           | Arkéa-Samsic             | 3h 16' 35" |
| 2. | Jakub Mareczko      | Włochy            | CCC Team                 | + 0"       |
| 3. | Giacomo Nizzolo     | Włochy            | NTT Pro Cycling          | + 0"       |
| 4. | Pierre Barbier      | Francja           | Nippo-Delko One Provence | + 0"       |
| 5. | Hugo Hofstetter     | Francja           | Israel Start-Up Nation   | + 0"       |
| 6. | Christopher Lawless | Wielka Brytania   | Team Ineos               | + 0"       |
| 7. | Timothy Dupont      | Belgia            | Circus-Wanty Gobert      | + 0"       |
| 8. | Kasper Asgreen      | Dania             | Deceuninck-Quick Step    | + 0"       |
| 9. | Marc Hirschi        | Szwajcaria        | Team Sunweb              | + 0"       |
| 10. | Quinn Simmons       | Stany Zjednoczone | Trek-Segafredo           | + 0"       |

| \| Klasyfikacja generalna \| Klasyfikacja generalna \| Klasyfikacja generalna \| Klasyfikacja generalna \| Klasyfikacja generalna \| \| Kolarz \| Kolarz \| Państwo \| Drużyna \| Czas \| \| ---------------------- \| ---------------------- \| ---------------------- \| ------------------------ \| ---------------------- \| \| 1. \| Nacer Bouhanni \| Francja \| Arkéa-Samsic \| 3h 16' 25" \| \| 2. \| Jakub Mareczko \| Włochy \| CCC Team \| + 4" \| \| 3. \| Giacomo Nizzolo \| Włochy \| NTT Pro Cycling \| + 6" \| \| 4. \| Charlie Quaterman \| Wielka Brytania \| Trek-Segafredo \| + 6" \| \| 5. \| Johan Jacobs \| Szwajcaria \| Movistar Team \| + 6" \| \| 6. \| Louis Louvet \| Francja \| Saint Michel-Auber 93 \| + 7" \| \| 7. \| Romain Combaud \| Francja \| Nippo-Delko One Provence \| + 9" \| \| 8. \| Pierre Barbier \| Francja \| Nippo-Delko One Provence \| + 10" \| \| 9. \| Hugo Hofstetter \| Francja \| Israel Start-Up Nation \| + 10" \| \| 10. \| Christopher Lawless \| Wielka Brytania \| Team Ineos \| + 10" \| |                     |                 |                          |            |
| |                     |                 |                          |            |
| Źródło: ProCyclingStats |                     |                 |                          |            |
| Klasyfikacja generalna |                     |                 |                          |            |
| Kolarz | Kolarz              | Państwo         | Drużyna                  | Czas       |
| 1. | Nacer Bouhanni      | Francja         | Arkéa-Samsic             | 3h 16' 25" |
| 2. | Jakub Mareczko      | Włochy          | CCC Team                 | + 4"       |
| 3. | Giacomo Nizzolo     | Włochy          | NTT Pro Cycling          | + 6"       |
| 4. | Charlie Quaterman   | Wielka Brytania | Trek-Segafredo           | + 6"       |
| 5. | Johan Jacobs        | Szwajcaria      | Movistar Team            | + 6"       |
| 6. | Louis Louvet        | Francja         | Saint Michel-Auber 93    | + 7"       |
| 7. | Romain Combaud      | Francja         | Nippo-Delko One Provence | + 9"       |
| 8. | Pierre Barbier      | Francja         | Nippo-Delko One Provence | + 10"      |
| 9. | Hugo Hofstetter     | Francja         | Israel Start-Up Nation   | + 10"      |
| 10. | Christopher Lawless | Wielka Brytania | Team Ineos               | + 10"      |

### Etap 2
| Aubagne - La Ciotat | górzysty | (174,9 km) |

| \| Klasyfikacja etapu \| Klasyfikacja etapu \| Klasyfikacja etapu \| Klasyfikacja etapu \| Klasyfikacja etapu \| \| Kolarz \| Kolarz \| Państwo \| Drużyna \| Czas \| \| ------------------ \| ---------------------- \| ------------------ \| --------------------- \| ------------------ \| \| 1. \| Aleksandr Własow \| Rosja \| Astana \| 4h 30' 57" \| \| 2. \| Wilco Kelderman \| Holandia \| Team Sunweb \| + 24" \| \| 3. \| Aleksiej Łucenko \| Kazachstan \| Astana \| + 24" \| \| 4. \| Magnus Cort Nielsen \| Dania \| EF Pro Cycling \| + 24" \| \| 5. \| Andrea Bagioli \| Włochy \| Deceuninck-Quick Step \| + 24" \| \| 6. \| Edward Dunbar \| Irlandia \| Team Ineos \| + 24" \| \| 7. \| Thibaut Pinot \| Francja \| Groupama-FDJ \| + 24" \| \| 8. \| Nairo Quintana \| Kolumbia \| Arkéa-Samsic \| + 24" \| \| 9. \| Aurélien Paret-Peintre \| Francja \| AG2R La Mondiale \| + 24" \| \| 10. \| David Gaudu \| Francja \| Groupama-FDJ \| + 24" \| |                        |            |                       |            |
| |                        |            |                       |            |
| Źródło: ProCyclingStats |                        |            |                       |            |
| Klasyfikacja etapu |                        |            |                       |            |
| Kolarz | Kolarz                 | Państwo    | Drużyna               | Czas       |
| 1. | Aleksandr Własow       | Rosja      | Astana                | 4h 30' 57" |
| 2. | Wilco Kelderman        | Holandia   | Team Sunweb           | + 24"      |
| 3. | Aleksiej Łucenko       | Kazachstan | Astana                | + 24"      |
| 4. | Magnus Cort Nielsen    | Dania      | EF Pro Cycling        | + 24"      |
| 5. | Andrea Bagioli         | Włochy     | Deceuninck-Quick Step | + 24"      |
| 6. | Edward Dunbar          | Irlandia   | Team Ineos            | + 24"      |
| 7. | Thibaut Pinot          | Francja    | Groupama-FDJ          | + 24"      |
| 8. | Nairo Quintana         | Kolumbia   | Arkéa-Samsic          | + 24"      |
| 9. | Aurélien Paret-Peintre | Francja    | AG2R La Mondiale      | + 24"      |
| 10. | David Gaudu            | Francja    | Groupama-FDJ          | + 24"      |

| \| Klasyfikacja generalna \| Klasyfikacja generalna \| Klasyfikacja generalna \| Klasyfikacja generalna \| Klasyfikacja generalna \| \| Kolarz \| Kolarz \| Państwo \| Drużyna \| Czas \| \| ---------------------- \| ---------------------- \| ---------------------- \| ---------------------- \| ---------------------- \| \| 1. \| Aleksandr Własow \| Rosja \| Astana \| 7h 47' 22" \| \| 2. \| Wilco Kelderman \| Holandia \| Team Sunweb \| + 28" \| \| 3. \| Aleksiej Łucenko \| Kazachstan \| Astana \| + 30" \| \| 4. \| Magnus Cort Nielsen \| Dania \| EF Pro Cycling \| + 34" \| \| 5. \| Alex Aranburu \| Hiszpania \| Astana \| + 34" \| \| 6. \| Aurélien Paret-Peintre \| Francja \| AG2R La Mondiale \| + 34" \| \| 7. \| Thibaut Pinot \| Francja \| Groupama-FDJ \| + 34" \| \| 8. \| Nairo Quintana \| Kolumbia \| Arkéa-Samsic \| + 34" \| \| 9. \| Edward Dunbar \| Irlandia \| Team Ineos \| + 34" \| \| 10. \| David Gaudu \| Francja \| Groupama-FDJ \| + 34" \| |                        |            |                  |            |
| |                        |            |                  |            |
| Źródło: ProCyclingStats |                        |            |                  |            |
| Klasyfikacja generalna |                        |            |                  |            |
| Kolarz | Kolarz                 | Państwo    | Drużyna          | Czas       |
| 1. | Aleksandr Własow       | Rosja      | Astana           | 7h 47' 22" |
| 2. | Wilco Kelderman        | Holandia   | Team Sunweb      | + 28"      |
| 3. | Aleksiej Łucenko       | Kazachstan | Astana           | + 30"      |
| 4. | Magnus Cort Nielsen    | Dania      | EF Pro Cycling   | + 34"      |
| 5. | Alex Aranburu          | Hiszpania  | Astana           | + 34"      |
| 6. | Aurélien Paret-Peintre | Francja    | AG2R La Mondiale | + 34"      |
| 7. | Thibaut Pinot          | Francja    | Groupama-FDJ     | + 34"      |
| 8. | Nairo Quintana         | Kolumbia   | Arkéa-Samsic     | + 34"      |
| 9. | Edward Dunbar          | Irlandia   | Team Ineos       | + 34"      |
| 10. | David Gaudu            | Francja    | Groupama-FDJ     | + 34"      |

### Etap 3
| Istres - Mont Ventoux | górski | (140,2 km) |

| \| Klasyfikacja etapu \| Klasyfikacja etapu \| Klasyfikacja etapu \| Klasyfikacja etapu \| Klasyfikacja etapu \| \| Kolarz \| Kolarz \| Państwo \| Drużyna \| Czas \| \| ------------------ \| ------------------ \| ------------------ \| ------------------ \| ------------------ \| \| 1. \| Nairo Quintana \| Kolumbia \| Arkéa-Samsic \| 3h 36' 26" \| \| 2. \| Aleksiej Łucenko \| Kazachstan \| Astana \| + 1' 28" \| \| 3. \| Hugh Carthy \| Wielka Brytania \| EF Pro Cycling \| + 1' 28" \| \| 4. \| Aleksandr Własow \| Rosja \| Astana \| + 1' 28" \| \| 5. \| Edward Dunbar \| Irlandia \| Team Ineos \| + 2' 11" \| \| 6. \| Sepp Kuss \| Stany Zjednoczone \| Jumbo-Visma \| + 2' 12" \| \| 7. \| Wilco Kelderman \| Holandia \| Team Sunweb \| + 2' 12" \| \| 8. \| Jesús Herrada \| Hiszpania \| Cofidis \| + 2' 12" \| \| 9. \| Thibaut Pinot \| Francja \| Groupama-FDJ \| + 2' 12" \| \| 10. \| David Gaudu \| Francja \| Groupama-FDJ \| + 2' 25" \| |                  |                   |                |            |
| |                  |                   |                |            |
| Źródło: ProCyclingStats |                  |                   |                |            |
| Klasyfikacja etapu |                  |                   |                |            |
| Kolarz | Kolarz           | Państwo           | Drużyna        | Czas       |
| 1. | Nairo Quintana   | Kolumbia          | Arkéa-Samsic   | 3h 36' 26" |
| 2. | Aleksiej Łucenko | Kazachstan        | Astana         | + 1' 28"   |
| 3. | Hugh Carthy      | Wielka Brytania   | EF Pro Cycling | + 1' 28"   |
| 4. | Aleksandr Własow | Rosja             | Astana         | + 1' 28"   |
| 5. | Edward Dunbar    | Irlandia          | Team Ineos     | + 2' 11"   |
| 6. | Sepp Kuss        | Stany Zjednoczone | Jumbo-Visma    | + 2' 12"   |
| 7. | Wilco Kelderman  | Holandia          | Team Sunweb    | + 2' 12"   |
| 8. | Jesús Herrada    | Hiszpania         | Cofidis        | + 2' 12"   |
| 9. | Thibaut Pinot    | Francja           | Groupama-FDJ   | + 2' 12"   |
| 10. | David Gaudu      | Francja           | Groupama-FDJ   | + 2' 25"   |

| \| Klasyfikacja generalna \| Klasyfikacja generalna \| Klasyfikacja generalna \| Klasyfikacja generalna \| Klasyfikacja generalna \| \| Kolarz \| Kolarz \| Państwo \| Drużyna \| Czas \| \| ---------------------- \| ---------------------- \| ---------------------- \| ---------------------- \| ---------------------- \| \| 1. \| Nairo Quintana \| Kolumbia \| Arkéa-Samsic \| 11h 24' 12" \| \| 2. \| Aleksandr Własow \| Rosja \| Astana \| + 1' 04" \| \| 3. \| Aleksiej Łucenko \| Kazachstan \| Astana \| + 1' 28" \| \| 4. \| Hugh Carthy \| Wielka Brytania \| EF Pro Cycling \| + 1' 38" \| \| 5. \| Wilco Kelderman \| Holandia \| Team Sunweb \| + 2' 16" \| \| 6. \| Edward Dunbar \| Irlandia \| Team Ineos \| + 2' 21" \| \| 7. \| Thibaut Pinot \| Francja \| Groupama-FDJ \| + 2' 22" \| \| 8. \| Sepp Kuss \| Stany Zjednoczone \| Jumbo-Visma \| + 2' 26" \| \| 9. \| Jesús Herrada \| Hiszpania \| Cofidis \| + 2' 26" \| \| 10. \| David Gaudu \| Francja \| Groupama-FDJ \| + 2' 35" \| |                  |                   |                |             |
| |                  |                   |                |             |
| Źródło: ProCyclingStats |                  |                   |                |             |
| Klasyfikacja generalna |                  |                   |                |             |
| Kolarz | Kolarz           | Państwo           | Drużyna        | Czas        |
| 1. | Nairo Quintana   | Kolumbia          | Arkéa-Samsic   | 11h 24' 12" |
| 2. | Aleksandr Własow | Rosja             | Astana         | + 1' 04"    |
| 3. | Aleksiej Łucenko | Kazachstan        | Astana         | + 1' 28"    |
| 4. | Hugh Carthy      | Wielka Brytania   | EF Pro Cycling | + 1' 38"    |
| 5. | Wilco Kelderman  | Holandia          | Team Sunweb    | + 2' 16"    |
| 6. | Edward Dunbar    | Irlandia          | Team Ineos     | + 2' 21"    |
| 7. | Thibaut Pinot    | Francja           | Groupama-FDJ   | + 2' 22"    |
| 8. | Sepp Kuss        | Stany Zjednoczone | Jumbo-Visma    | + 2' 26"    |
| 9. | Jesús Herrada    | Hiszpania         | Cofidis        | + 2' 26"    |
| 10. | David Gaudu      | Francja           | Groupama-FDJ   | + 2' 35"    |

### Etap 4
| Awinion - Aix-en-Provence | pagórkowaty | (170,5 km) |

| \| Klasyfikacja etapu \| Klasyfikacja etapu \| Klasyfikacja etapu \| Klasyfikacja etapu \| Klasyfikacja etapu \| \| Kolarz \| Kolarz \| Państwo \| Drużyna \| Czas \| \| ------------------ \| ------------------- \| ------------------ \| ------------------------ \| ------------------ \| \| 1. \| Owain Doull \| Wielka Brytania \| Team Ineos \| 4h 07' 32" \| \| 2. \| Matthias Brändle \| Austria \| Israel Start-Up Nation \| + 0" \| \| 3. \| Ian Garrison \| Stany Zjednoczone \| Deceuninck-Quick Step \| + 2" \| \| 4. \| Romain Combaud \| Francja \| Nippo-Delko One Provence \| + 2" \| \| 5. \| Aleksiej Łucenko \| Kazachstan \| Astana \| + 6" \| \| 6. \| Damien Touzé \| Francja \| Cofidis \| + 6" \| \| 7. \| Pascal Eenkhoorn \| Holandia \| Jumbo-Visma \| + 6" \| \| 8. \| Magnus Cort Nielsen \| Dania \| EF Pro Cycling \| + 6" \| \| 9. \| Kasper Asgreen \| Dania \| Deceuninck-Quick Step \| + 6" \| \| 10. \| Quinn Simmons \| Stany Zjednoczone \| Trek-Segafredo \| + 6" \| |                     |                   |                          |            |
| |                     |                   |                          |            |
| Źródło: ProCyclingStats |                     |                   |                          |            |
| Klasyfikacja etapu |                     |                   |                          |            |
| Kolarz | Kolarz              | Państwo           | Drużyna                  | Czas       |
| 1. | Owain Doull         | Wielka Brytania   | Team Ineos               | 4h 07' 32" |
| 2. | Matthias Brändle    | Austria           | Israel Start-Up Nation   | + 0"       |
| 3. | Ian Garrison        | Stany Zjednoczone | Deceuninck-Quick Step    | + 2"       |
| 4. | Romain Combaud      | Francja           | Nippo-Delko One Provence | + 2"       |
| 5. | Aleksiej Łucenko    | Kazachstan        | Astana                   | + 6"       |
| 6. | Damien Touzé        | Francja           | Cofidis                  | + 6"       |
| 7. | Pascal Eenkhoorn    | Holandia          | Jumbo-Visma              | + 6"       |
| 8. | Magnus Cort Nielsen | Dania             | EF Pro Cycling           | + 6"       |
| 9. | Kasper Asgreen      | Dania             | Deceuninck-Quick Step    | + 6"       |
| 10. | Quinn Simmons       | Stany Zjednoczone | Trek-Segafredo           | + 6"       |

## Klasyfikacje

### Klasyfikacja generalna
| \| Klasyfikacja generalna \| Klasyfikacja generalna \| Klasyfikacja generalna \| Klasyfikacja generalna \| Klasyfikacja generalna \| \| Kolarz \| Kolarz \| Państwo \| Drużyna \| Czas \| \| ---------------------- \| ---------------------- \| ---------------------- \| ---------------------- \| ---------------------- \| \| 1. \| Nairo Quintana \| Kolumbia \| Arkéa-Samsic \| 15h 31' 50" \| \| 2. \| Aleksandr Własow \| Rosja \| Astana \| + 1' 04" \| \| 3. \| Aleksiej Łucenko \| Kazachstan \| Astana \| + 1' 28" \| \| 4. \| Hugh Carthy \| Wielka Brytania \| EF Pro Cycling \| + 1' 38" \| \| 5. \| Wilco Kelderman \| Holandia \| Team Sunweb \| + 2' 16" \| \| 6. \| Edward Dunbar \| Irlandia \| Team Ineos \| + 2' 21" \| \| 7. \| Thibaut Pinot \| Francja \| Groupama-FDJ \| + 2' 22" \| \| 8. \| Sepp Kuss \| Stany Zjednoczone \| Jumbo-Visma \| + 2' 26" \| \| 9. \| Jesús Herrada \| Hiszpania \| Cofidis \| + 2' 26" \| \| 10. \| David Gaudu \| Francja \| Groupama-FDJ \| + 2' 35" \| \| 11. \| Aurélien Paret-Peintre \| Francja \| AG2R La Mondiale \| + 2' 44" \| \| 12. \| Fausto Masnada \| Włochy \| CCC Team \| + 3' 15" \| \| 13. \| Niklas Eg \| Dania \| Trek-Segafredo \| + 3' 50" \| \| 14. \| Domenico Pozzovivo \| Włochy \| NTT Pro Cycling \| + 3' 51" \| \| 15. \| Robert Gesink \| Holandia \| Jumbo-Visma \| + 3' 53" \| |                        |                   |                  |             |
| |                        |                   |                  |             |
| Źródło: ProCyclingStats |                        |                   |                  |             |
| Klasyfikacja generalna |                        |                   |                  |             |
| Kolarz | Kolarz                 | Państwo           | Drużyna          | Czas        |
| 1. | Nairo Quintana         | Kolumbia          | Arkéa-Samsic     | 15h 31' 50" |
| 2. | Aleksandr Własow       | Rosja             | Astana           | + 1' 04"    |
| 3. | Aleksiej Łucenko       | Kazachstan        | Astana           | + 1' 28"    |
| 4. | Hugh Carthy            | Wielka Brytania   | EF Pro Cycling   | + 1' 38"    |
| 5. | Wilco Kelderman        | Holandia          | Team Sunweb      | + 2' 16"    |
| 6. | Edward Dunbar          | Irlandia          | Team Ineos       | + 2' 21"    |
| 7. | Thibaut Pinot          | Francja           | Groupama-FDJ     | + 2' 22"    |
| 8. | Sepp Kuss              | Stany Zjednoczone | Jumbo-Visma      | + 2' 26"    |
| 9. | Jesús Herrada          | Hiszpania         | Cofidis          | + 2' 26"    |
| 10. | David Gaudu            | Francja           | Groupama-FDJ     | + 2' 35"    |
| 11. | Aurélien Paret-Peintre | Francja           | AG2R La Mondiale | + 2' 44"    |
| 12. | Fausto Masnada         | Włochy            | CCC Team         | + 3' 15"    |
| 13. | Niklas Eg              | Dania             | Trek-Segafredo   | + 3' 50"    |
| 14. | Domenico Pozzovivo     | Włochy            | NTT Pro Cycling  | + 3' 51"    |
| 15. | Robert Gesink          | Holandia          | Jumbo-Visma      | + 3' 53"    |

| Klasyfikacja punktowa | Klasyfikacja punktowa | Klasyfikacja punktowa | Klasyfikacja punktowa    | Klasyfikacja punktowa |
| Kolarz                | Kolarz                | Państwo               | Drużyna                  | Punkty                |
| --------------------- | --------------------- | --------------------- | ------------------------ | --------------------- |
| 1.                    | Aleksiej Łucenko      | Kazachstan            | Astana                   | 30 pkt                |
| 2.                    | Aleksandr Własow      | Rosja                 | Astana                   | 24 pkt                |
| 3.                    | Nairo Quintana        | Kolumbia              | Arkéa-Samsic             | 20 pkt                |
| 4.                    | Wilco Kelderman       | Holandia              | Team Sunweb              | 18 pkt                |
| 5.                    | Owain Doull           | Wielka Brytania       | Team Ineos               | 15 pkt                |
| 6.                    | Romain Combaud        | Francja               | Nippo-Delko One Provence | 15 pkt                |
| 7.                    | Edward Dunbar         | Irlandia              | Team Ineos               | 15 pkt                |
| 8.                    | Magnus Cort Nielsen   | Dania                 | EF Pro Cycling           | 14 pkt                |
| 9.                    | Rémi Cavagna          | Francja               | Deceuninck-Quick Step    | 13 pkt                |
| 10.                   | Ian Garrison          | Stany Zjednoczone     | Deceuninck-Quick Step    | 13 pkt                |

| Klasyfikacja punktowa | Klasyfikacja punktowa | Klasyfikacja punktowa | Klasyfikacja punktowa    | Klasyfikacja punktowa |
| Kolarz                | Kolarz                | Państwo               | Drużyna                  | Punkty                |
| --------------------- | --------------------- | --------------------- | ------------------------ | --------------------- |
| 1.                    | Aleksiej Łucenko      | Kazachstan            | Astana                   | 30 pkt                |
| 2.                    | Aleksandr Własow      | Rosja                 | Astana                   | 24 pkt                |
| 3.                    | Nairo Quintana        | Kolumbia              | Arkéa-Samsic             | 20 pkt                |
| 4.                    | Wilco Kelderman       | Holandia              | Team Sunweb              | 18 pkt                |
| 5.                    | Owain Doull           | Wielka Brytania       | Team Ineos               | 15 pkt                |
| 6.                    | Romain Combaud        | Francja               | Nippo-Delko One Provence | 15 pkt                |
| 7.                    | Edward Dunbar         | Irlandia              | Team Ineos               | 15 pkt                |
| 8.                    | Magnus Cort Nielsen   | Dania                 | EF Pro Cycling           | 14 pkt                |
| 9.                    | Rémi Cavagna          | Francja               | Deceuninck-Quick Step    | 13 pkt                |
| 10.                   | Ian Garrison          | Stany Zjednoczone     | Deceuninck-Quick Step    | 13 pkt                |

| Klasyfikacja górska | Klasyfikacja górska | Klasyfikacja górska | Klasyfikacja górska              | Klasyfikacja górska |
| Kolarz              | Kolarz              | Państwo             | Drużyna                          | Punkty              |
| ------------------- | ------------------- | ------------------- | -------------------------------- | ------------------- |
| 1.                  | Jonas Koch          | Niemcy              | CCC Team                         | 18 pkt              |
| 2.                  | Victor Lafay        | Francja             | Cofidis                          | 14 pkt              |
| 3.                  | Romain Combaud      | Francja             | Nippo-Delko One Provence         | 13 pkt              |
| 4.                  | Johan Jacobs        | Szwajcaria          | Movistar Team                    | 8 pkt               |
| 5.                  | Nairo Quintana      | Kolumbia            | Arkéa-Samsic                     | 7 pkt               |
| 6.                  | Ian Garrison        | Stany Zjednoczone   | Deceuninck-Quick Step            | 7 pkt               |
| 7.                  | Cyril Barthe        | Francja             | B&B Hotels-Vital Concept p/b KTM | 7 pkt               |
| 8.                  | Aleksiej Łucenko    | Kazachstan          | Astana                           | 5 pkt               |
| 9.                  | Owain Doull         | Wielka Brytania     | Team Ineos                       | 4 pkt               |
| 10.                 | Timothy Dupont      | Belgia              | Circus-Wanty Gobert              | 4 pkt               |

| Klasyfikacja górska | Klasyfikacja górska | Klasyfikacja górska | Klasyfikacja górska              | Klasyfikacja górska |
| Kolarz              | Kolarz              | Państwo             | Drużyna                          | Punkty              |
| ------------------- | ------------------- | ------------------- | -------------------------------- | ------------------- |
| 1.                  | Jonas Koch          | Niemcy              | CCC Team                         | 18 pkt              |
| 2.                  | Victor Lafay        | Francja             | Cofidis                          | 14 pkt              |
| 3.                  | Romain Combaud      | Francja             | Nippo-Delko One Provence         | 13 pkt              |
| 4.                  | Johan Jacobs        | Szwajcaria          | Movistar Team                    | 8 pkt               |
| 5.                  | Nairo Quintana      | Kolumbia            | Arkéa-Samsic                     | 7 pkt               |
| 6.                  | Ian Garrison        | Stany Zjednoczone   | Deceuninck-Quick Step            | 7 pkt               |
| 7.                  | Cyril Barthe        | Francja             | B&B Hotels-Vital Concept p/b KTM | 7 pkt               |
| 8.                  | Aleksiej Łucenko    | Kazachstan          | Astana                           | 5 pkt               |
| 9.                  | Owain Doull         | Wielka Brytania     | Team Ineos                       | 4 pkt               |
| 10.                 | Timothy Dupont      | Belgia              | Circus-Wanty Gobert              | 4 pkt               |

| Klasyfikacja młodzieżowa | Klasyfikacja młodzieżowa | Klasyfikacja młodzieżowa | Klasyfikacja młodzieżowa | Klasyfikacja młodzieżowa |
| Kolarz                   | Kolarz                   | Państwo                  | Drużyna                  | Czas                     |
| ------------------------ | ------------------------ | ------------------------ | ------------------------ | ------------------------ |
| 1.                       | Aleksandr Własow         | Rosja                    | Astana                   | 15h 32' 54"              |
| 2.                       | Edward Dunbar            | Irlandia                 | Team Ineos               | + 1' 17"                 |
| 3.                       | David Gaudu              | Francja                  | Groupama-FDJ             | + 1' 31"                 |
| 4.                       | Aurélien Paret-Peintre   | Francja                  | AG2R La Mondiale         | + 1' 40"                 |
| 5.                       | Niklas Eg                | Dania                    | Trek-Segafredo           | + 2' 46"                 |
| 6.                       | Andrea Bagioli           | Włochy                   | Deceuninck-Quick Step    | + 2' 51"                 |
| 7.                       | Sam Oomen                | Holandia                 | Team Sunweb              | + 3' 05"                 |
| 8.                       | Pawieł Siwakow           | Rosja                    | Team Ineos               | + 3' 40"                 |
| 9.                       | Attila Valter            | Węgry                    | CCC Team                 | + 4' 41"                 |
| 10.                      | Rémy Rochas              | Francja                  | Nippo-Delko One Provence | + 4' 42"                 |

| Klasyfikacja młodzieżowa | Klasyfikacja młodzieżowa | Klasyfikacja młodzieżowa | Klasyfikacja młodzieżowa | Klasyfikacja młodzieżowa |
| Kolarz                   | Kolarz                   | Państwo                  | Drużyna                  | Czas                     |
| ------------------------ | ------------------------ | ------------------------ | ------------------------ | ------------------------ |
| 1.                       | Aleksandr Własow         | Rosja                    | Astana                   | 15h 32' 54"              |
| 2.                       | Edward Dunbar            | Irlandia                 | Team Ineos               | + 1' 17"                 |
| 3.                       | David Gaudu              | Francja                  | Groupama-FDJ             | + 1' 31"                 |
| 4.                       | Aurélien Paret-Peintre   | Francja                  | AG2R La Mondiale         | + 1' 40"                 |
| 5.                       | Niklas Eg                | Dania                    | Trek-Segafredo           | + 2' 46"                 |
| 6.                       | Andrea Bagioli           | Włochy                   | Deceuninck-Quick Step    | + 2' 51"                 |
| 7.                       | Sam Oomen                | Holandia                 | Team Sunweb              | + 3' 05"                 |
| 8.                       | Pawieł Siwakow           | Rosja                    | Team Ineos               | + 3' 40"                 |
| 9.                       | Attila Valter            | Węgry                    | CCC Team                 | + 4' 41"                 |
| 10.                      | Rémy Rochas              | Francja                  | Nippo-Delko One Provence | + 4' 42"                 |

| Klasyfikacja drużynowa | Klasyfikacja drużynowa   | Klasyfikacja drużynowa | Klasyfikacja drużynowa |
| Drużyna                | Drużyna                  | Państwo                | Czas                   |
| ---------------------- | ------------------------ | ---------------------- | ---------------------- |
| 1.                     | Astana                   | Kazachstan             | 46h 43' 02"            |
| 2.                     | Groupama-FDJ             | Francja                | + 1' 55"               |
| 3.                     | EF Pro Cycling           | Stany Zjednoczone      | + 2' 38"               |
| 4.                     | Team Sunweb              | Niemcy                 | + 3' 42"               |
| 5.                     | Jumbo-Visma              | Holandia               | + 3' 49"               |
| 6.                     | AG2R La Mondiale         | Francja                | + 6' 02"               |
| 7.                     | Nippo Delko One Provence | Francja                | + 8' 19"               |
| 8.                     | CCC Team                 | Polska                 | + 9' 24"               |
| 9.                     | NTT Pro Cycling          | Południowa Afryka      | + 9' 41"               |
| 10.                    | Arkéa-Samsic             | Francja                | + 11' 07"              |

| Klasyfikacja drużynowa | Klasyfikacja drużynowa   | Klasyfikacja drużynowa | Klasyfikacja drużynowa |
| Drużyna                | Drużyna                  | Państwo                | Czas                   |
| ---------------------- | ------------------------ | ---------------------- | ---------------------- |
| 1.                     | Astana                   | Kazachstan             | 46h 43' 02"            |
| 2.                     | Groupama-FDJ             | Francja                | + 1' 55"               |
| 3.                     | EF Pro Cycling           | Stany Zjednoczone      | + 2' 38"               |
| 4.                     | Team Sunweb              | Niemcy                 | + 3' 42"               |
| 5.                     | Jumbo-Visma              | Holandia               | + 3' 49"               |
| 6.                     | AG2R La Mondiale         | Francja                | + 6' 02"               |
| 7.                     | Nippo Delko One Provence | Francja                | + 8' 19"               |
| 8.                     | CCC Team                 | Polska                 | + 9' 24"               |
| 9.                     | NTT Pro Cycling          | Południowa Afryka      | + 9' 41"               |
| 10.                    | Arkéa-Samsic             | Francja                | + 11' 07"              |